# جورج ليتل (مدرب كرة سلة)
جورج ليتل (بالإنجليزية: George Little)‏ هو مدرب كرة سلة أمريكي، ولد في 27 مايو 1889 في واشنطن العاصمة في الولايات المتحدة، وتوفي في 23 فبراير 1957.

## وصلات خارجية
- جورج ليتل على موقع كلية كرة السلة في سبورتس رفرنس.كوم (الإنجليزية)